# Liłkowo
Liłkowo (bułg. Лилково) – wieś w południowej Bułgarii, w obwodzie Płowdiw i w gminie Rodopi.
Wieś Liłkowo znajduje się w centralnej części Rodop. Do zabytków należy kamienna cerkiew pw Archanioła Michała.

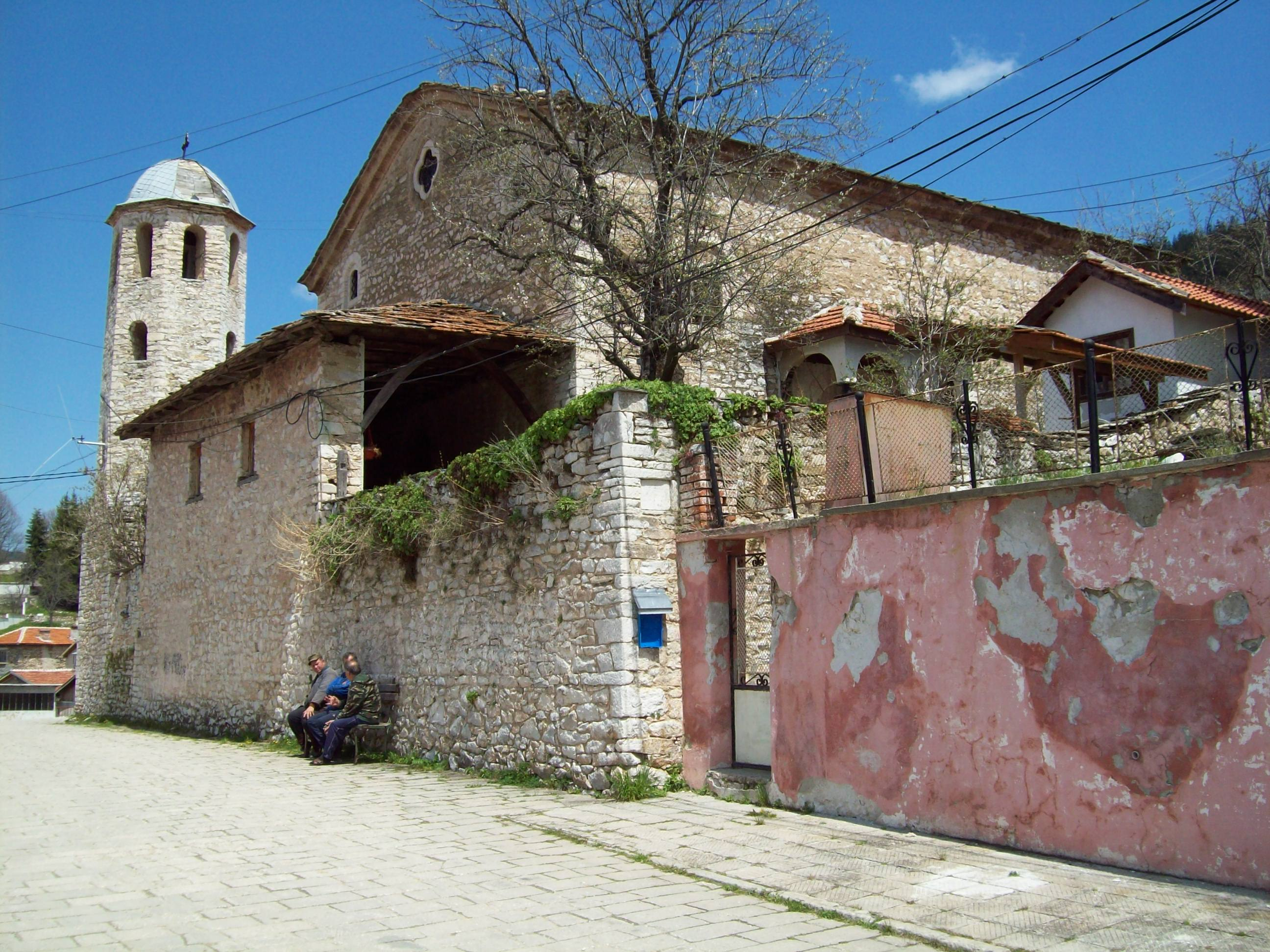
Cerkiew pw Archanioła Michała